# Малага (провинция)
Вижте пояснителната страница за други значения на Малага.
Малага (на испански: Málaga) е провинция в югоизточна Испания, част от автономна област Андалусия. Граничи с провинциите Кадис, Севиля, Кордоба и Гранада, както и с Малага (561 250 жит.), други по-големи градове включват Марбеля (126 422), Велес-Малага (69 604), Фуенхирола (65 421), Михас (64 288), Естепона (60 328), Торемолинос (60 010), Беналмадена (52 217), Антекера (44 547), Ронда (36 122), Ринкон да ла Виктория (35 714), Алаурин де ла Торе (31 884), Алаурин ел Гранде (21 776), Коин (20 870), Нерха (20 796).